# Eishockeyspieler des Jahres (Belarus)
Der belarussische Eishockeyspieler des Jahres wird seit 1990 jährlich unter allen Eishockeyspielern mit belarussischer Staatsbürgerschaft ausgezeichnet.
Rekordsieger sind der Torhüter Andrej Mesin und der Center Michail Hrabouski, die die Auszeichnung jeweils viermal gewinnen konnten.

## Liste der Gewinner
- Jahr: Nennt das Jahr, in dem der Spieler zum Eishockeyspieler des Jahres gewählt wurde.
- Preisträger: Nennt den Namen des Preisträgers.
- Team: Nennt den Verein inklusive Ligenzugehörigkeit, für den der Spieler zum Zeitpunkt der Auszeichnung gespielt hat.

| Jahr | Preisträger            | Team                              |
| ---- | ---------------------- | --------------------------------- |
| 2020 | Andrej Kaszizyn        | HK Dinamo Minsk (KHL)             |
| 2019 | Geoff Platt            | Jokerit (KHL)                     |
| 2018 | Pawel Warabej          | Kunlun Red Star (KHL)             |
| 2017 | Jauhen Lissawez        | HK Dinamo Minsk (KHL)             |
| 2016 | Andrej Stas            | Neftechimik Nischnekamsk (KHL)    |
| 2015 | Aljaksej Kaljuschny    | HK Dinamo Minsk (KHL)             |
| 2014 | Michail Hrabouski      | Washington Capitals (NHL)         |
| 2013 | Michail Hrabouski      | Toronto Maple Leafs (NHL)         |
| 2012 | Wital Kowal            | Atlant Moskowskaja Oblast (KHL)   |
| 2011 | Michail Hrabouski      | Toronto Maple Leafs (NHL)         |
| 2010 | Aljaksej Kaljuschny    | HK Dynamo Moskau (KHL)            |
| 2009 | Michail Hrabouski      | Toronto Maple Leafs (NHL)         |
| 2008 | Andrej Kaszizyn        | Canadiens de Montréal (NHL)       |
| 2007 | Aleh Antonenka         | HK Dinamo Minsk (Extraliga)       |
| 2006 | Andrej Mesin           | Salawat Julajew Ufa (Superliga)   |
| 2005 | Andrej Mesin           | SKA Sankt Petersburg (Superliga)  |
| 2004 | Ruslan Salej           | Mighty Ducks of Anaheim (NHL)     |
| 2003 | Ruslan Salej           | Mighty Ducks of Anaheim (NHL)     |
| 2002 | Uladsimir Zyplakou     | Ak Bars Kasan (Superliga)         |
| 2001 | Dsmitry Starostenko    | HK ZSKA Moskau (Superliga)        |
| 2000 | Uladsimir Zyplakou     | National Hockey League (NHL)      |
| 1999 | Andrej Mesin           | Nürnberg Ice Tigers (DEL)         |
| 1998 | Andrej Mesin           | Flint Generals (UHL)              |
| 1997 | Andrej Skabelka        | Lokomotive Jaroslawl (Superliga)  |
| 1996 | Aljaksandr Andryjeuski | HPK Hämeenlinna (SM-liiga)        |
| 1995 | Wassil Pankou          | Tiwali Minsk (MHL/Extraliga)      |
| 1994 | Andrej Skabelka        | Tiwali Minsk (MHL/Extraliga)      |
| 1993 | Eduard Sankawez        | Dinamo Minsk (MHL/Extraliga)      |
| 1992 | Uladsimir Zyplakou     | HK Dynamo Moskau (Wysschaja Liga) |
| 1991 | Aljaksandr Schumidub   | Dinamo Minsk (Wysschaja Liga)     |
| 1990 | Michail Sacharau       | Dinamo Minsk (Wysschaja Liga)     |